# Matola
Matola è una città del Mozambico, situata nella Provincia di Maputo.
La città venne ribattezzata per breve tempo Vila Salazar, nome che assunse il 5 febbraio 1972 e mantenne fino al 22 marzo 1975.